# Парогенератор

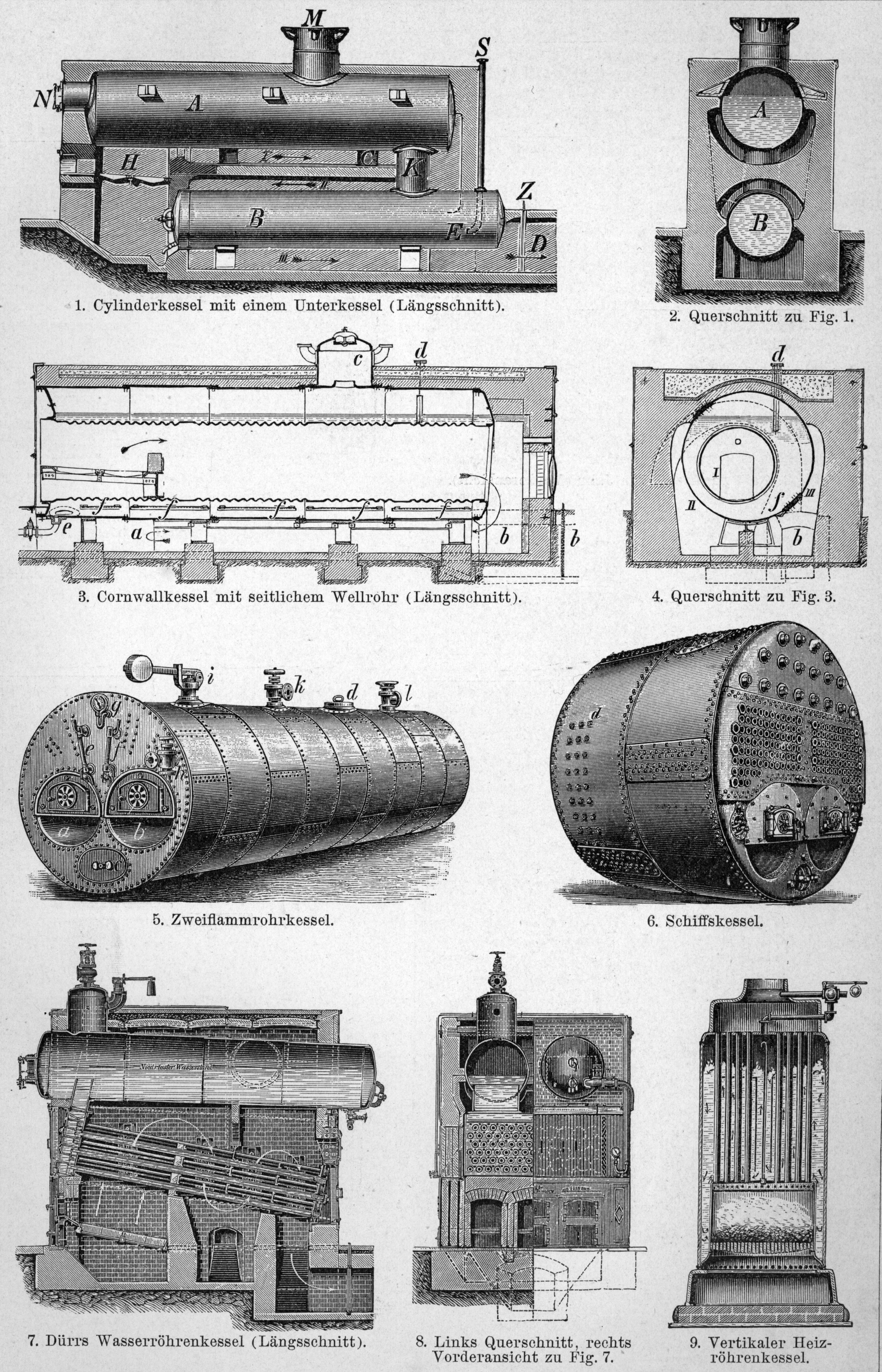
Парогенератори

Парогенера́тор — установка (апарат), що виробляє (генерує) водяну пару з тиском, який перевищує атмосферний. 

## Загальний опис
Найбільш поширенні парогенератори (парові котли, котлоагрегати), в яких використовується тепло, що виділяється при згорянні у топці органічного палива. Встановлюються такі парогенератори на конденсаційних електростанціях, теплоелектроцентралях та інших.
В атомних електростанціях вода перетворюється у водяну пару при проходженні через активну зону ядерного реактора. В електрокотлах нагрівання відбувається за рахунок електричного струму.
У побуті парогенератором називається пристрій, що утворює і подає пар для прасування одягу.